# 赤沢修三
赤沢 修三（あかざわ しゅうぞう）は、日本の京都市生まれの陶芸家。二代赤沢露石とも称する。
先代の跡を継いで陶磁器の制作に従事し、主に煎茶器、香炉、花瓶、茶道具などを製作している。1915年（大正4年）、初代赤沢華峯の跡を継ぎ、二代赤沢露石と称した。
主な受賞歴としては、農商省工芸展覧会に4回入選、3回入賞したほか、1943年（昭和18年）9月には交趾焼の技術保存作家認定（マル技）の指定を受けている。また、京都府工芸美術展に5回入選、4回入賞がある。
京都伝統陶芸家協会の発足に参加し、同協会会員となった。三越日本橋本店にて個展2回。パブリックコレクションが赤坂迎賓館（東京）、日陶連美術館（名古屋市）、京都府京都文化博物館（京都市）にある。